# Барун-Торей
Бару̀н-Торѐй (на монголски: Баруун-Тарь-нуур) е солено безотточно езеро в Русия, южната част на Забайкалски край (над 90%) и Монголия, северната част на аймак Дорнод (около 10%).
С площ от 580 km² то е най-голямото езеро в Забайкалски край и 21-во по големина в Русия.
Езерото Барун-Торей е разположено в пределите на Торейската падина, на 598 m н.в. Заедно с лежащото източно от него езеро Зун-Торей са остатъци от голямо езеро, заемало почти цялата площ на Торей-Борзинския вододел преди около 1 – 2 млн. години, като нивото му е било на 60 – 65 m над сегашното равнище. Това голямо езеро е било със сравнително малка продължителност и с течение на времето постепенно е намалявало размерите си. В началото на средния кватернер левите брегове на близко течащата река Онон са се повишили, оттокът на езерото кам реката се е прекъснал и са възникнали съвременните Торейски езера. Въпреки това през последния период на кватернера те продължавали да се оттичат Онон, но не директно, а чрез нейния десен приток река Борзя.
Площта на водното огледало е непостоянна и се изменя в зависимост от постъпващите в него води. През влажни години площта му се увеличава и залива големи територии, а през сухи – почти напълно пресъхва. Цикличността на водния му режим в значителна степен се обуславя от климата на Даурия, където се наблюдават 30 – 35 летни климатични цикъла, по време на които сухият период се сменя с влажен. Според данните представени за езерото в години на по-голяма влажност нивото на водата е на 598 m н.в., а площта на водното огледало достига до 580 km2, обемът 1,38 km3, дължина 40 km, максимална ширина 20 km. То е плитко езеро с максимална дълбочина от 4 m, а при високо ниво до 6 m. Бреговете му са заблатени, а на места и засолени. Бреговата линия е силно изрязана и изобилстват полуострови и заливи. В езерото има около 10 непостоянни острова и техния брой зависи от нивото на водата. Дъното му е плоско и покрито с тиня, а на дълбочина под 1,5 m са разпространени рядка или плътна глинеста тиня. Водата в езерото е мътна, със сиво-бял цвят и малка прозрачност – от 5 до 10 см. Тя се отнася към хидрокарбонатно-хлоридния клас на натриевата група. Химическият ѝ състав силно се изменя в зависимост от нивото на езерото. Във влажни години водата е почти прясна с минерализация 1 – 1,5 г/л, а в сухи години концентрацията на сол се увеличава и минерализацията достига до 10 – 17 г/л и повече.
Водосборният басейн на езерото Барун-Торей е 25 700 km2, като основната част от него се намира на монголска територия. В езерото се вливат две по-големи реки: Улдза (от югоизток) и Ималка (от запад), за сметка на които е и основното му подхранване. При високо ниво (над 596,1 m н.в.) част от водите на Барун-Торей чрез два къси 200 – 300 m протоци се свързват с лежащото източно от него езеро Зун-Торей и образуват единен водоем. В сухи години двете основни реки подхранващи езерото пресъхват и не достигат до езерото. От началото на 2000-те години вследствие на намаляването на овлажняването в района на водосборния басейн на Барун-Торей се наблюдава бързо падане на нивото му. През 2009 г. дъното на езерото много рядко се е оводнявало и е представлявало предимно пасище, а през 2010 г. е зафиксирано пълното му пресъхване. Предишно такова пълно пресъхване се е наблюдавало през 1982 г. От 2013 г. започва да се наблюдава устойчива тенденция за възстановяване площта на водното огледало, която достига през същата година до 400 km2.
Езерото замръзва в края на октомври или началото ноември, а се размразява в края на април или началото на май, като продължителността на ледената покривка е от 170 до 210 дни. Към средата на януари дебелината на ледената кора достига 1,15 – 1,55 m, а на някои места замръзва до дъно.
На североизточния бряг на езерото е разположено единственото постоянно населено място – село Кулусутай, а на около 7 km западно от него, на река Ималка – село Уст Ималка.
Езерото Барун-Торей, заедно с другите Торейски езера се намират на международния руско-монголско-китайски („Даурски“, „Монгол Дагуур“ и „Долина Дзерен“) биосферен резерват, който е номиниран за включване в списъка със защитените природни обекти на ЮНЕСКО.

## Топографски карти
- Лист от карта M-50-XIV Ниж. Цасучей. Мащаб: 1 : 200 000. Указать дату выпуска/состояния местности.
- Лист от карта M-50-XX Соловьевск. Мащаб: 1 : 200 000. Указать дату выпуска/состояния местности.